# Robert Freitag
Robert Freitag (7 de abril de 1916 – 8 de julio de 2010) fue un actor y director teatral, cinematográfico y televisivo austriaco suizo.

## Biografía
Su verdadero nombre era Robert Peter Freytag, y nació en Viena, Austria, siendo su padre el cantante de ópera Otto Freitag. Se formó como actor en el Seminario Max Reinhardt, en Viena. En la época Nazi emigró a Suiza, donde actuó en el Schauspielhaus Zürich. En 1945 se casó con la actriz alemana Maria Becker, que había estudiado interpretación en Viena, y que también trabajaba en el Schauspielhaus Zürich, teatro que se benefició de la presencia de alemanes emigrados durante la Segunda Guerra Mundial. Becker obtuvo la ciudadanía suiza al casarse con Freitag.
En 1949, Freitag empezó a participar en el Festival de Salzburgo. Después actuó, entre otros lugares, en el Deutsches Schauspielhaus y el Hamburger Kammerspiele, teatros ambos de Hamburgo.
Con su esposa Maria Becker y con el actor teatral alemán Will Quadflieg, él fundó la compañía Zürcher Schauspieltruppe en 1956 en Zúrich, de la cual fue también a tiempo parcial director. Ese grupo actuó por los países de lengua alemana, así como en los Estados Unidos.
Como actor teatral, trabajó tanto en papeles clásicos como modernos. A partir de 1941 actuó también en el cine, destacando su papel como Guillermo Tell. Posteriormente trabajó también para la televisión.
Freitag y Maria Becker se divorciaron en 1966, pero continuaron trabajando juntos, especialmente con la compañía itinerante Schauspieltruppe Zürich, fundada por ellos. Tuvieron tres hijos, dos de los cuales fueron actores, Benedict Freitag y Oliver Tobias.
En 1994 se publicó la autobiografía de Freitag, Es wollt mir behagen, mit Lachen die Wahrheit zu sagen, editada por Pendo Verlag.
En 2001, a los 85 años de edad, hizo un papel en el telefilm Die Liebenden vom Alexanderplatz, bajo la dirección de Detlef Rönfeldt.
Freitag se casó por segunda vez en 1966, con la actriz alemana Maria Sebaldt, con la que vivió en Grünwald, Baviera, y con la que tuvo una hija. El matrimonio duró hasta la muerte de Freitag en Múnich, Alemania, en 2010. Fue enterrado en el Cementerio Waldfriedhof Grünwald.

## Filmografía (selección)
- 1941 : Liebe ist zollfrei
- 1943 : Wilder Urlaub
- 1951 : Decision Before Dawn
- 1953 : Das Dorf unterm Himmel
- 1954 : Rummelplatz der Liebe
- 1954 : Der schweigende Engel
- 1954 : Eine Frau von heute
- 1955 : Flucht in die Dolomiten
- 1955 : Der 20. Juli
- 1955 : Magic Fire
- 1955 : Wenn der Vater mit dem Sohne
- 1956 : Heiße Ernte
- 1956 : Von der Liebe besiegt
- 1957 : Die große Chance
- 1958 : Auferstehung
- 1960 : Wilhelm Tell
- 1961 : Das letzte Kapitel
- 1962 : El día más largo
- 1963 : Der Fall Sacco und Vanzetti (TV)
- 1963 : Gesprengte Ketten
- 1965 : Gewagtes Spiel: Mann über Bord (serie TV)
- 1969 : Nur der Freiheit gehört unser Leben (TV)
- 1972 : Der Kommissar, episodio Blinde Spiele (serie TV)
- 1976 : Néa
- 1978 : Tatort: episodio Rot – rot – tot (serie TV)
- 1981 : Euch darf ich's wohl gestehen
- 1985 : Wild Geese II
- 1993 : Donauprinzessin (serie TV)
- 2001 : Die Liebenden vom Alexanderplatz

## Radio
- 1954 : Leonhard Frank: Die Ursache, dirección de Walter Ohm (Bayerischer Rundfunk)